# Языки Кавказа

Этнолингвистические группы в Кавказском регионе

Языки́ Кавка́за — совокупность всех языков, распространённых на территории Кавказа. Так как границы последнего не вполне чётко определены (особенно на юге), набор языков может слегка варьировать.
В качестве синонима понятия языки Кавказа может использоваться термин кавказские языки (особенно на Западе), однако в русском кавказоведении их принято различать.

## Классификация
В генетическом отношении языки Кавказа относятся, с одной стороны, к трём семьям т. н. кавказских языков (автохтонные языки Кавказа):
- абхазо-адыгская (северо-западная)
- картвельская (южная)
- нахско-дагестанская (северо-восточная).

С другой стороны на Кавказе распространены языки нескольких известных языковых семей, распространённых преимущественно за пределами этого региона:
- индоевропейская семья
  - армянский язык
  - иранские языки
    - осетинский язык
    - талышский язык
    - татский язык
      - горско-еврейский язык

    - курдский язык

  - греческая ветвь
    - понтийский язык

  - славянские языки
    - русский язык
    - украинский язык
- тюркские языки
  - турецкий язык
  - азербайджанский язык
  - трухменский язык
  - карачаево-балкарский язык
  - кумыкский язык
  - ногайский язык
- монгольские языки
  - калмыцкий язык
- афразийская макросемья
  - семитская семья
    - новоарамейский язык

## Статистические данные
В таблице приводятся статистические данные (численность населения и площадь) по основным административным регионам Кавказа с указанием их столиц / центров, официальных языков и процента русского населения. Население указано на 1989 (в тыс. чел., год последней советской переписи), 2001 (в чел., оценка для Азербайджана и Турции) и 2002 (год последней переписи в России и Грузии).
Табл. № 1. Статистические данные.
| Регион                   | Площадь, км2               | Население, 2013 / 2014 | Столица       | Официальные языки | % русских |
| ------------------------ | -------------------------- | ---------------------- | ------------- | --- | --------- |
| Россия                   | 17 125 187                 | 145 166 731            | Москва        | русский |           |
| Северный Кавказ          | 258 300                    | ~14 800 000            | Пятигорск     | | 52 %      |
| Адыгея                   | 7 600                      | 447 109                | Майкоп        | русский, адыгейский | 64 %      |
| Дагестан                 | 50 270                     | 2 963 918              | Махачкала     | русский, аварский, агульский, азербайджанский, горско-еврейский, даргинский, кумыкский, лакский, лезгинский, ногайский, рутульский, табасаранский, цахурский, чеченский | 6 %       |
| Ингушетия                | 3 685                      | 404 010                | Магас/Назрань | русский, ингушский | 1,6 %     |
| Чечня                    | 15 647                     | 1 253 686              | Грозный       | русский, чеченский | 4 %       |
| Кабардино-Балкария       | 12 470                     | 818 397                | Нальчик       | русский, кабардино-черкесский, карачаево-балкарский | 25 %      |
| Карачаево-Черкесия       | 14 277                     | 470 837                | Черкесск      | русский, карачаево-балкарский, кабардино-черкесский, абазинский, ногайский                                                                                              | 34 %      |
| Северная Осетия — Алания | 7 987                      | 708 977                | Владикавказ   | русский, осетинский | 19 %      |
| Краснодарский край       | 75 485                     | 5 404 273              | Краснодар     | | 86 %      |
| Ставропольский край      | 66 160                     | 2 894 508              | Ставрополь    | | 81 %      |
| Азербайджан              | 86 600                     | 9 511 100              | Баку          | азербайджанский | 1,8 %     |
| Нахичевань               | 5 502                      | 427 200                | Нахичевань    | азербайджанский |           |
| Армения                  | 29 743                     | 3 017 100              | Ереван        | армянский |           |
| Грузия                   | 69 700 (фактически 57 135) | 4 671 500              | Тбилиси       | грузинский | 1,7 %     |
| Аджария                  | 2 899                      | 376 000                | Батуми        | грузинский |           |
| Турция                   | 783 562                    | 76 667 864             | Анкара        | турецкий |           |
| Ардахан                  | 5 495                      | 133 756                | Ардахан       | турецкий |           |
| Артвин                   | 7 493                      | 191 934                | Артвин        | турецкий |           |
| Карс                     | 9 594                      | 325 016                | Карс          | турецкий |           |